# Stereoskop
Et stereoskop, er et apparat, der er i stand til at vise billedpar, der er lavet sådan, at der ved betragtning i et stereoskop opstår en 3-dimensionel illusion.

## Virkemåde
Virkningen opnås ved, at de to billeder (typisk fotos), der ses med hver sit øje, er en lille smule forskellige, sådan at den parallakse, der normalt opstår, når man ser på omverdenen med to øjne, efterlignes i apparatet. Ifølge denne ses punkter, der et tæt på relativt meget forskudt i forhold til hinanden, mens punkter, der er længere væk ses væsentligt mindre forskudt for hinanden (ved meget fjerntliggende genstande slet ikke).
Når man optager stereoskopiske billedpar, sker det enten ved at man fotograferer enten med et specielt kamera med to linser, med to identiske kameraer, der er sideværts forskudt i forhold til hinanden, eller man tager først det ene billede, hvorefter man forskyder kameraet en smule sideværts og så tager det andet (under den forudsætning, at motivet i mellemtiden forbliver i ro).
Virkningen kan nemt overdrives derved, at afstanden mellem de to kameraer er meget større end afstanden mellem to menneskelige øjne. I så tilfælde svarer det, man ser, faktisk til, at man så på en model i mindre målestok af motivet.
En sådan overdrivelse af dybdevirkningen er normalt ikke særligt uønskelig, idet den dramatiske effekt derved forstærkes. Det er den samme ønskede overdrivelse af dybdevirkningen, som man opnår med en toøjet (engelsk: "binocular") prismekikkert med objektiverne meget længere fra hinanden end okularerne.
I teknisk sammenhæng bruges stereoskopiske optagelser i dag til stereogrammetri, altså registrering af tredimensinale genstande, hvis dybdemål senere kan rekonstrueres. På den måde kan man f.eks. fra en flyver foretage opmåling af terrænformationer, man flyver hen over. ved at der med faste mellemrum og i en bestemt højde tages en serie meget nøjagtige fotos. Den nødvendige efterbehandling af optagelserne sker i dag fuldautomatisk ved brug af moderne computerteknologi. Stereogrammatisk opmåling kan også være nyttig i andre tilfælde, hvor det kan være praktisk problematisk at foretage en fysisk opmåling.

## Menneskelige visuelle forudsætninger (for rumlig oplevelse via et stereoskop)
- 1 Samtidigt opfattelse med begge øjne
- 2 Sammensmeltning i hjernen
- 3 Rumsans

Disse funktioner udvikler sig i den tidlige barndom. Nogle mennesker, der lider af strabismus får afbrudt udviklingen af rumsans, men behandling kan hjælpe med til at forbedre deres toøjethed. En persons stereofornemmelse bestemmer den mindste billedforskydning, vedkommende kan opleve som dybde.
Klassiske stereoskoper benytter to helt uafhængive billeder, der ved hjælp af okularer og eventuelt spejle kan betragtes samtidigt. En lignende virkning, der ikke kræver noget apparat, kan opnås med særlige 3D-briller, hvor det ene glas er rødt og det andet grønt, samtidigt med at motivet er trykt med henholdsvis grøn og rød trykfarve. Der produceres også 3D-film baseret på den samme tekniske idé. Med til forestillingen hører altså, at publikum udstyres med rød-grønne briller. 

## De forskellige betragtningsmåder

### Fri betragtning
Fri betragtning vil sige at se billederne side-om-side uden et betragter-apparat. 

- Den parallelle betragtningsmåde bruger to billeder anbragt med ikke mere end 65mms indbyrdes afstand, hvilket er gennemsnitafstanden mellem menneskets to øjne. Betragteren ser på billedparret med et parallelt blik.

- Den krydsende betragtningsmåde bruger de to billeder ombyttet og ser på billedparret skeløjet, således at det højre øje ser billedet anbragt til venstre og det venstre øje ser billedet anbragt til højre.

Der findes flere forskellige metoder til fri betragtning .

### Stereografiske kort og stereoskoper
To separate billeder er trykt side-om-side. Når man ser på dem uden et stereoskop, er brugeren nødt til at tvinge sine øjnes synsretninger til enten at krydses eller at spredes, sådan at de to billeder forekommer at være tre. Når så hvert øje ser et forskelligt billede, opnås effekten i det midterste af de tre billeder.
Stereoskopet tilbyder flere fordele:
- Når man bruger samlelinser (forstørrende), ændres billedets fokusafstand frå dens korte afstand (omkring 30 to 40 cm) til en tilsyneladende uendelig afstand. Dette betyder minimal anstregelse for øjnene.
- Kortet forstørres, således at man får et bredere synsfelt og er i stand til at opfatte fotoets fine detaljer.
- I stereoskopet holdes de to billeder adskilt, hvorved potentiel visuel forvirring undgås.

Stereogrammatiske kort bruges ofte af optikere og synsterapeuter til behandling af mange toøjetheds- og fokuseringsmæssige forstyrrelser.

### Krydsende synsretning ved hjælp af særlige prismatiske briller
Ved at bytte om på højre og venstre syn er det muligt at opnå en sand fuldfarve 3D-effect med nogen øvelse uden briller eller et stereoskop. Men for nylig er der kommet billige briller på markedet til at hjælpe med denne krydsende betragtningsmåde.
Et usædvanlig virkning af disse optiske hjælpemidler er, at synsfeltet udvides til at omfatte områder, der ikke er synlige for begge øjne samtidigt. Der skabes en ombrydningseffekt og fornemmlsen af perspetivisk dybde kan blive kraftigt forøget.
Disse nye brillesystemer omfatter linser af akryl og plasticrammer, hvori et sæt justerbare afmaskningselementer er indbygget, så hvert øje kun kan se ét billede. 
Dette tillader fuld brug af skæmbredden på samme måde som almindeligt syn ser virkeligheden i stereo. Det krydsende billede kan nemt tilpasses enhver enhver skærm inklusive 16 x 9 HDTV skærme, der fungerer som et spejl der giver mulighed for dobbelt perspektiv og et bredere synsfelt, når billederne opfattes mentalt. De kan betragtes ved hjælp af brillerne eller uden, ved at man dækker med hænderne, en for hvert øje. Teknikken kan nemt tilpasses levende videobilleder også. Med brug af prismer vil de fleste bekvemt kunne se disse side-om-side-billeder stereoskopisk.
- Snævert sammenstillede billeder
(for krydsende betragtning)
- Gamle stereoskopiske billeder
(for parallel betragtning)
- Gamle stereoskopiske billeder
(for krydsende betragtning)
- Stereografi udgivet år 1900 af North-Western View Co.
forestillende Baraboo, Wisconsin, digitalt restaureret.

### Stereoskoper med gennemsigtige billeder
I 1940-erne introduceredes en miniatureversion af stereoskopet kendt som View-Master. 
De gennemsigtige billeder var arrangeret i kredse på udskiftelige papskiver med højre og venstre billeder placeret diametralt modsat. Ved hjælp af et håndtag kunne man skifte mellem billederne på skiverne, der kunne rumme 7 billedpar hver. Der fandtes mange forskellige modeller både med indbygget lys og uden, og muligvis kan de stadigt fås. Temaerne kunne eksempelvis være enten eventyr for børn eller panoramaviews og lignende solgt i souvenirbitikker. 
En anden vigtig udvikling i de sene 1940-ere var introduktion af Stereo Realist kameraet med tilhørende viewersystem. Dette udstyr, der brugte dias-film, gjorde stereofotografering muligt for almindelige mennesker og forårsagede en øget popularitet. Man kan stadigt finde Stereo Realist kameraet og konkurrerende produkter (i dødsboauktioner og andetsteds) og bruge dem den dag i dag.
En fordel ved at bruge transparente billder er, at man kan opnå en bredere synsvinkel eftersom billerne så kan placeres meget tættere på linserne end ellers. Bemærk, at med enkle viewere er det begrænset hvor store billederne kan være, idet de er anbragt side om side, hvorfor synsvidden er bestemt af aftanden mellem hver af linserne og deres respektive korresponderende billeder.
Vidvinkellinser af god kvalitet er imidlertid ret dyre og forekommer ikke i de fleste stereoskoper.

### De nyeste muligheder
Princippet i stereoskopisk betragtning kan i dag udnyttes på utallige forskelligartede måder, til såvel statisk som dynamisk fremvisning og såvel til teknisk (herunder medicinsk) som til underholdninfsmæssigt brug. Dette er muligt blandt andet i kraft af de mange digitale billedteknikker der findes og med brug af polariseringseffekt og interferensfiltre i stedet for farvede filtre. Nogle apparater kan være monteret på betragterens hoved, så en fuld virtual reality virkning opnås. Du kan læse meget mere om disse muligheder på den engelske wikipedia-artikel om stereoskopi.